# Micrambyx boulardi
Micrambyx boulardi là một loài bọ cánh cứng trong họ Cerambycidae.